# منطقه نظامی مرکزی روسیه
منطقه نظامی مرکزی روسیه (انگلیسی: Central Military District) یکی از مناطق نظامی روسیه است. این منطقه یکی از پنج منطقه نظامی نیروهای مسلح روسیه است، که حوزه اختیارات آن عمدتاً در مناطق مرکزی ولگا، اورال و سیبری و پایگاه‌های روسیه در کشورهای پس از فروپاشی شوروی در آسیای مرکزی قرار دارد.
منطقه نظامی مرکزی به‌عنوان بخشی از اصلاحات نظامی سال ۲۰۰۸ ایجاد شد و با فرمان ریاست‌جمهوری شماره ۱۱۴۴ که در ۲۰ سپتامبر ۲۰۱۰ امضا شد، با ادغام منطقه نظامی ولگا-اورال و بخش عمده‌ای از منطقه نظامی سیبری تأسیس شد. این منطقه در ۲۱ اکتبر ۲۰۱۰ تحت فرماندهی سپهبد ولادیمیر چیرکین آغاز به کار کرد.
منطقه نظامی مرکزی با مساحت ۷٬۰۶۰٬۰۰۰ کیلومتر مربع (۲٬۷۳۰٬۰۰۰ مایل مربع) (۴۰٪ از خاک روسیه) و جمعیت ۵۴٫۹ میلیون نفر (۳۹٪ از جمعیت روسیه) بزرگ‌ترین منطقه نظامی در روسیه است. این ناحیه شامل ۲۹ بخش تابع از ۸۵ منطقه فدرال روسیه است، که شامل: منطقه آلتای، جمهوری آلتای، باشقورتوستان، استان چلیابینسک، چوواشیا، استان ایرکوتسک، استان کمروو، خاکاسیا، منطقه خودمختار خانتی-مانسی، استان کیروف، کراسنویاراسک اوابلاست ماریدوی، کرای نت، کراسنویاراسک-نئو، کرای، کراسنویاراسک-نئو، ال مورس منطقه خودمختار، استان نووسیبیرسک، استان اومسک، استان اورنبورگ، استان پنزا، منطقه پرم، استان سامارا، استان ساراتوف، استان سوردلوفسک، تاتارستان، استان تومسک، تووا، استان تیومن، اودمورتیا، استان اولیانوفسک می‌باشد.
ستاد مرکزی منطقه نظامی مرکزی در یکاترینبورگ قرار دارد و فرمانده منطقه فعلی آن سپهبد والری سولودچوک است که از ۱۵ فوریه ۲۰۲۵ این سمت را برعهده دارد.